# Svein Byhring

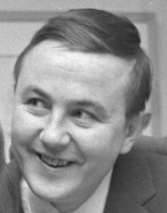
Svein Byhring um 1965

Bjarne Svein Byhring (* 5. Februar 1932 in Oslo; † 25. Juli 2007 ebenda) war ein norwegischer Schauspieler, Rundfunkmoderator und Komiker. Er ist der jüngere Bruder des norwegischen Schauspielers Carsten Byhring.

## Werdegang
Byhring debütierte 1949 als Schauspieler im Film-Drama Gassenjungen. Im norwegischen Fernsehen wirkte er in mehreren Episoden der populären Comedy-Serie Fleksnes fataliteter mit, wo er eine große Bekanntheit in Norwegen erlangte. Er war unter anderem mehrere Jahre Moderator und Gastgeber im NRK-Rundfunk, bei den norwegischen Radiosendungen Norsktoppen, Nostalgia und Revolvermagasinet. Auch an den in Norwegen bekannten Fernsehsendungen und Talkshows wie Lille Lørdag und Åpen Post war er beteiligt. Des Weiteren wirkte Svein Byhring an vielen weiteren norwegischen Film- und Fernsehproduktionen mit.

## Filmografie
- 1949: Gassenjungen (Gategutter)
- 1952: Nødlanding
- 1953: Brudebuketten
- 1954: Cirkus Fandango
- 1955: Barn av solen
- 1958: Pastor Jarman kommer hjem
- 1962: Sønner av Norge kjøper bil
- 1963: Freske fraspark
- 1965: De kalte ham Skarven
- 1965: Klimak
- 1972: Olsenbanden tar gull
- 1974: Det går alltid et tog
- 1974–1981: Fleksnes fataliteter (Fernsehserie)
- 1976:  Ta plass! Lukk dørene!
- 1988: Fleksnes fataliteter (Fernsehserie)
- 1999: Familieidyll
- 1999: Karl & Co (Fernsehserie)